# Междущатска магистрала 680 (Калифорния)
Междущатска магистрала 680 за кратко магистрала 680 или 680 (на английски: Interstate 680) е междущатска магистрала в Района на Санфранциския залив в щата Калифорния, САЩ. Магистрала 680 е дълга 114 км (71 мили). Северният край на магистралата е в град Феърфилд, а южният в град Сан Хосе.

## Градове
Главни градове по пътя на магистрала 680 от север на юг:
- Феърфилд
- Бениша
- Мартинес
- Конкорд
- Плезант Хил
- Уолнът Крийк
- Данвил
- Сан Рамон
- Дъблин
- Плезантън
- Фримонт
- Милпитас
- Сан Хосе